# غريب حيوي

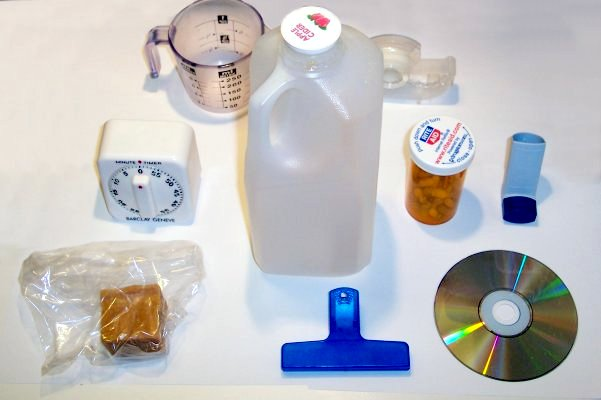

الغريب الحيوي أو الدخيل الحيوي أو مواد دخيلة على المواد الحيوية هي المادة الكيميائية التي توجد في الكائن الحي ولكنّها لا تنتج عادةً أو يتوقّع أن تكون موجودة فيه. يمكنها أيضاً أن تغطّي المواد التي توجد في تراكيز أعلى بكثير من المعتاد. تحديداً, الأدوية مثل المضادات الحيوية هي غريبة حيوياً في البشر لأنّ الجسم البشري لا ينتجها بنفسه، كما أنّها ليست جزءاً من النظام الغذائي العادي.
المكونات الطبيعية يمكن أيضاً أن تصبح غريبة حيوياً إذا تمّ تناولها من قبل كائن حي آخر، مثل امتصاص الهرمونات الطبيعية البشرية من قبل سمك وجد في أسفل جدول مصبّات مصنع معالجة مياه المجاري، أو الدفاعات الكيماويّة التي تنتجها بعض الكائنات الحية كحماية ضدّ المفترسين .
ومع ذلك، مصطلح الغريب الحيوي غالباً ما يستخدم ضمن سياق الملوثات مثل المواد السامة ومركبات ثنائي الفينيل متعدد الكلور وتأثيرها على الكائنات الحية , لأنّ المواد الغريبة حيوياً تفهم كمواد غريبة بالنسبة لكامل النظام الحيوي، أي مواد اصطناعية، الّتي لم توجد في الطبيعة قبل تركيبها من قبل قبل البشر. مصطلح الغريب الحيوي مشتقّ من الكلمات اليونانيّة ξένος (غريب) = غريب، أجنبي و βίος (بيوس، فيوس) = الحياة، بالإضافة إلى اللاحقة اليونانية للصفات - τικός, - ή, - ό(tic).

## استقلاب الغريب الحيوي
"المقالة الرئيسية: استقلاب الغريب الحيوي "
الجسم يزيل الغريب الحيوي من خلال استقلاب الغريب الحيوي. هذا يتكوّن من تعطيل وإفراز الغريب الحيوي، ويحدث غالباً في الكبد. طرق الإفراز هي البول، البراز, التنفس، والعَرَق. الأنزيمات الكبديّة هي المسؤولة عن استقلاب المواد الغريبة الحيوية من خلال تنشيطها أولاً (الأكسدة، الانقسام, التميّؤ و/أو الترطيب للغريب الحيوي), وبعد ذلك اقتران المستقلب الثانوي النشيط مع حمض الغلوكورونيك أو الكبريتيك، أو الغلوتاثيون، ثم تتلى بالطرح في الصفراء أو البول. مثال لمجموعة من الأنزيمات المسؤولة عن استقلاب الغريب الحيوي هو السيتوكروم P450 الميكروسومي الكبدي. هذه الأنزيمات الّتي تستقلب المواد الغريبة الحيوية هي مهمّة جداً للصناعة الدوائية، لأنّها مسؤولة عن انحلال الأدوية.
الكائنات الحية يمكنها أيضاً أن تتطوّر لتحتمل المواد الغريبة الحيوية. مثال على ذلك هو التطور المشترك لإنتاج التيدرودوتاكسين في سمندل الماء ذو البشرة الخشنة وتطوّر مقاومة التيدرودوتاكسين في مفترسه, أفعى الرباط الشائعة . في ثنائي الفريسة والمفترس هذا, سباق الأسلحة التطوري أنتج مستويات عالية من السمية في سمندل الماء ومستويات عالية مماثلة من المقاومة في الأفعى. هذه الاستجابة التطورية تستند على تطور أشكال الأفعى المعدلة للقنوات الشاردية الّذي يتصرّف السمّ بناءً عليه، بحيث يصبح مقاوماً لآثاره.

## الغريب الحيوي في البيئة
"المقالة الرئيسية: الغريب الحيوي البيئي "
المواد الغريبة الحيوية تصبح مشكلة كبيرة جداً في أنظمة معالجة الصرف الصحي , لأنّها مواد جديدة نسبياً ومن الصّعب تصنيفها. المضادات الحيوية , على سبيل المثال، تمّ اشتقاقها من النباتات أصلاً, وبحيث تحاكي المواد الطبيعية الموجودة. هذا، سويّة مع طبيعة الاحتكار الطبيعي لمصانع معالجة مياه الفضلات المحليّة يجعل من المستحيل تقريباً إزالة حمل الملوّثات الجديد هذا.
بعض المواد الغريبة الحيوية مقاومة للتحلّل. على سبيل المثال، قد تكون كلوريدات عضوية اصطناعية مثل البلاستيك والمبيدات الحشرية، أو مواد كيميائية عضوية متواجدة طبيعياً مثل الهيدروكربونات العطرية المتعددة الحلقات (PAHs) وبعض الأجزاء من النفط الخام والفحم. ومع ذلك، يُعتقد أنّ الكائنات الحية الدقيقة قادرة على تخفيض تقريباً جميع المواد الغريبة الحيوية المعقدة والمقاومة المختلفة الموجودة على الأرض. العديد من المواد الغريبة الحيوية تنتج مجموعة متنوّعة من الآثار الحيوية، الّتي تستخدم عندما توصف باستخدامها في تجربة حيوية.

## زرع الأعضاء المشتركة بين الأنواع
"المقالة الرئيسية: زرع الأعضاء الغريبة "
المصطلح غريب حيوي يستخدم أيضاً للإشارة إلى أعضاء مزروعة من نوع واحد إلى آخر. على سبيل المثال، يأمل بعض الباحثين أنّ القلوب وأعضاء أخرى يمكن زرعها من الخنازير إلى البشر. كثير من الناس يموتون كل عام الّذين كان من الممكن إنقاذ حياتهم إذا كان عضو حرج متوفراً للزرع. الكلى هي الآن العضو المزروع الأكثر شيوعاً. الأعضاء الغريبة الحيوية من الضروري تطويرها بطريقة ما بحيث لا يتمّ رفضها من قبل نظام المناعة .

## وصلات خارجية
- إعادة هندسة المرحاض لإدارة مياه الصرف الصحي المستمرة
- الجمعية الدولية لدراسة المواد الغريبة الحيوية
- biomat